# Let Them All Talk
Let Them All Talk es una película de comedia dramática estadounidense de 2020 dirigida por Steven Soderbergh a partir de un guion de Deborah Eisenberg. La película está protagonizada por Meryl Streep, Dianne Wiest, Candice Bergen, Lucas Hedges y Gemma Chan. Gran parte del diálogo fue improvisado por el elenco, y Soderbergh filmó la película con luz natural y poco equipo a bordo del Queen Mary 2.
Let Them All Talk se lanzó en HBO Max el 10 de diciembre de 2020.

## Sinopsis
Una famosa autora se va de viaje en crucero con sus amigos y su sobrino en un esfuerzo por encontrar diversión y felicidad mientras se reconcilia con su turbulento pasado.

## Reparto
- Meryl Streep como Alice Hughes, tía de Tyler y amiga de Roberta y Susan.
- Candice Bergen como Roberta, amiga de Alice y Susan.
- Dianne Wiest como Susan, la madre de Eddie y amiga de Alice y Roberta.
- Gemma Chan como Karen, la agente literaria de Alice.
- Lucas Hedges como Tyler Hughes, sobrino de Alice.
- John Douglas Thompson como Dr. Mitchell.
- Christopher Fitzgerald como Eddie, hijo de Susan.[2]
- Daniel Algrant como Kelvin Kranz.
- Fred Hechinger como Fred.
- Samia Finnerty como Samia.

## Producción
En agosto de 2019, se anunció que Meryl Streep y Gemma Chan protagonizarían la película, con Steven Soderbergh dirigiendo un guion de Deborah Eisenberg. Más tarde ese mes, se anunció que HBO Max había adquirido los derechos de distribución de la película, junto con las incorporaciones de Candice Bergen, Dianne Wiest y Lucas Hedges al elenco.
La producción comenzó en agosto de 2019 en la ciudad de Nueva York y continuó a bordo del transatlántico Cunard RMS Queen Mary 2 mientras cruzaba el Atlántico, durante dos semanas. Soderbergh solo usó el esquema de la historia escrito por Eisenberg y permitió a los actores improvisar gran parte de su diálogo. Soderbergh se desempeñó como editor y director de fotografía. Según Wiest, Soderbergh «sostuvo la cámara en una silla de ruedas y simplemente rodó», y el sonido fue el único equipo utilizado. Streep dijo que le pagaron 25 centavos por su papel.

## Lanzamiento
La película fue lanzada digitalmente el 10 de diciembre de 2020 por HBO Max.

## Repuesta crítica
Según el sitio web del agregador de reseñas Rotten Tomatoes, el 89 % de las 108 reseñas críticas son positivas, con una calificación promedio de 7.2 / 10. El consenso crítico del sitio web dice: «Cuando Steven Soderbergh reúne a un elenco tan talentoso, definitivamente es prudente dejarlos hablar a todos, y este drama ligero pero gratificante está a la altura de las expectativas». En Metacritic, a la película se le asignó un puntaje promedio ponderado de 72 sobre 100, basado en 31 críticas, lo que indica «críticas generalmente favorables».
Leah Greenblatt de Entertainment Weekly le dio a la película una A- y la describió como «una oportunidad para pasar dos horas viendo a Streep & Co. aprovechar al máximo el guion deliciosamente salado de Deborah Eisenberg, mientras que Soderbergh, quien también se desempeña como director de fotografía, lo filma todo en despiadada y radiante luz».